# Championnats du monde de tir à l'arc 1939
Navigation
Édition précédente Édition suivante
Les championnats du monde de tir à l'arc 1939 sont une compétition sportive de tir à l'arc organisés du 31 juillet au 5 août 1939 à Oslo, en Norvège. Il s'agit de la neuvième édition des championnats du monde de tir à l'arc.

## Palmarès
| Épreuves           | Or                                                              | Argent                                                              | Bronze                                     |
| ------------------ | --------------------------------------------------------------- | ------------------------------------------------------------------- | ------------------------------------------ |
| Individuel Hommes  | Roger Béday (FRA)                                               | Gaston Questemann (FRA)                                             | A. H. Mole (GBR)                           |
| Par équipes Hommes | France Roger Béday Gaston Questemann Pierre Felbacq Paul Demare | Grande-Bretagne A. H. Mole Smith Sparrow Schofield                  | Suède Kaiistrom Kjellson Kjellander        |
| Individuel Femmes  | Janina Kurkowska (POL)                                          | Natalia Szeyzinska (POL)                                            | Louise Nettleton (GBR)                     |
| Par équipes Femmes | Pologne Janina Kurkowska Natalia Szeyzinska Guzianka            | Grande-Bretagne Louise Nettleton Sandford Nora Weston-Martyr Linder | Suède Emil Heilborn Julia Stranne Kjellson |